# Ronald L. Thompson
Ronald L. "Ron" Thompson (19 de agosto de 1899 – 19 de junho de 1986) foi um político americano de Pensilvânia.

## Biografia
Ronald nasceu em 19 de agosto de 1899 em Shamokin, Pensilvânia, o filho de Willis D. Thompson e Elizabeth Taylor. Ronald serviu no Exército dos Estados Unidos durante a Primeira Guerra Mundial e nas Forças Aéreas do Exército dos Estados Unidos durante a Segunda Guerra Mundial. Enquanto vivia no Mount Lebanon, ela serviu na Câmara de Representantes da Pensilvânia de 1941 até 1942 e novamente de 1949 até 1966.  
Ronald casou com Elsie Calvert (5 de abril de 1899 – 21 de março de 2013) em 1921, e eles permaneceram casados até sua morte 65 anos depois. Elsie se tornou mais tarde a segunda pessoa viva americana mais velha por três meses.